# Andrew Fastow
Andrew Stuart Fastow (nascido em 22 de dezembro de 1961) foi chefe do departamento financeiro da empresa norte-americana Enron até ter sua conduta investigada no ano de 2001. Fastow foi uma das figuras-chave por trás do complexo esquema de fraude corporativa que levou a empresa à falência. Atualmente, Fastow cumpre uma pena de seis anos de prisão por seu envolvimento no esquema.